# Umbelopsidaceae
Umbelopsidaceae är en familj av svampar. Umbelopsidaceae ingår i ordningen Mucorales, divisionen oksvampar och riket svampar.
| Umbelopsidaceae | \| \| Umbelopsis \| \| \| \| |
|                 | \| \| Umbelopsis \| \| \| \| |
|                 | Syncephalastraceae           |
|                 |                              |
|                 | Radiomycetaceae              |
|                 |                              |
|                 | Pilobolaceae                 |
|                 |                              |
|                 | Phycomycetaceae              |
|                 |                              |
|                 | Mycotyphaceae                |
|                 |                              |
|                 | Mucoraceae                   |
|                 |                              |
|                 | Cunninghamellaceae           |
|                 |                              |
|                 | Choanephoraceae              |
|                 |                              |
|                 | Lichtheimiaceae              |
|                 |                              |
|                 | Mycocladaceae                |
|                 |                              |
|                 | Lentamyces                   |
|                 |                              |
|                 | Siepmannia                   |
|                 |                              |
|                 | Umbelopsis                   |
|                 |                              |

|  | Umbelopsis |
|  |            |